# Cojoba catenata
Cojoba catenata är en ärtväxtart som först beskrevs av John Donnell Smith, och fick sitt nu gällande namn av Nathaniel Lord Britton och Joseph Nelson Rose. Cojoba catenata ingår i släktet Cojoba, och familjen ärtväxter. Inga underarter finns listade i Catalogue of Life.